# 第63回国民体育大会
| 参加人数   | 3,589名                   |
| 競技種目数 | 3競技                     |
| 開会式     | 2008年（平成20年）1月26日 |
| 閉会式     | 2008年（平成20年）2月22日 |

第63回国民体育大会（だい63かいこくみんたいいくたいかい）は、冬季大会を2008年（平成20年）1月26日から同年2月22日まで長野県で、本大会を9月10日から中断を挟んで10月7日まで、大分県大分市を主な会場として開催された。

## 概要
通称は「チャレンジ!おおいた国体」。大分県としては、1966年に開催された第21回国体である剛健国体以来の2巡目開催となった大会である。2008年9月10日から水泳などの一部競技が会期前実施競技として行われ、9月27日に正式に大会が開会。10月7日に閉会を迎え、開催県である大分県が天皇杯・皇后杯を獲得した。
2003年のいわゆる「国体改革」に伴い、のじぎく国体（2006年・兵庫県）と秋田わか杉国体（2007年）の2大会は、合理化・効率化のため夏季・秋季の競技をまとめて「秋季大会」として実施していたが、今大会では正式に夏季・秋季が統合されて本大会とされた。ただし、日程的に両大会が完全に統合されたわけではなく、旧夏季大会の競技（水泳、ゴルフ、フェンシング）を「会期前競技」として本日程より10日ほど先行した9月11日から9月15日の間に実施している。これは、屋外プールを使用するなど季節的な問題以外にも、施設の効率的な利用（会期前日程と本日程で2競技で同じ施設の利用が可能）も考慮されてのことである。従って事実上は以前の「冬2大会・夏・秋」のやり方に戻った格好となった。
なお、冬季大会は1月26日から2月22日まで、長野県で「長野かがやき国体」として開催された。
競技数は、本大会・冬季大会を合わせて41競技。本大会での競技は、大分県大分市を中心に、大分県各地（姫島村を除く14市3町）と熊本県（1市1町）で行われた。開閉会式は大分市にある九州石油ドームで行われた。
本大会のスローガンはここから未来へ 新たな一歩、マスコットはめじろん。非常に人気が高かったことから、めじろんは大会終了後に大分県応援団"鳥"に就任し、大分県関連のイベントなどに出演している。大会イメージソングは「CHALLENGE」。歌は中嶋努、作詞・作曲・プロデュースを小室哲哉が担当。ただし、地元での事前イベントや関連のテレビ･ラジオ放送では、同曲よりも、マスコットキャラクターであるめじろんをテーマに、地元小学生が作詞・作曲した「めじろんダンス」の方がよく使用された。これは、「CHALLENGE」が静かな曲調であるのに対して、「めじろんダンス」は大人から子供まで覚えやすい、楽しい曲であったことも一因である。
8月に北京オリンピックが開催されたため、同日本代表選手も多数参加して国体を盛り上げた。
また、10月11日から13日（体育の日）まで第8回全国障害者スポーツ大会「チャレンジ!おおいた大会」が行われている。

## 冬季大会
第63回国民体育大会冬季大会は、長野県で開催された。テーマは「長野かがやき国体」、スローガンは「輝いて 雪と氷の 華となれ！」。
| 競技名                 | 競技名                                     | 競技名 | 開催地     | 会場                                             |
| ---------------------- | ------------------------------------------ | ------ | ---------- | ------------------------------------------------ |
| スケート               | スピード（詳細）                           |        | 長野市     | 長野市オリンピック記念アリーナ（エムウェーブ）   |
| スケート               | フィギュア（詳細）                         |        | 長野市     | 長野市若里多目的スポーツアリーナ（ビッグハット） |
| スケート               | ショートトラック（詳細）                   |        | 長野市     | 長野市若里多目的スポーツアリーナ（ビッグハット） |
| アイスホッケー（詳細） | アイスホッケー（詳細）                     |        | 軽井沢町   | 軽井沢風越公園アリーナ 他                        |
| スキー                 | ジャイアントスラローム（詳細）             |        | 野沢温泉村 | 野沢温泉スキー場カンダハーコース                 |
| スキー                 | スペシャルジャンプ（詳細）                 |        | 野沢温泉村 | 野沢温泉スキー場野沢温泉シャンツェ               |
| スキー                 | コンバインド（詳細）                       |        | 野沢温泉村 | 野沢温泉スキー場野沢温泉シャンツェ               |
| スキー                 | 野沢温泉スキー場南原クロスカントリーコース |        | 野沢温泉村 |                                                  |
| スキー                 | クロスカントリー（詳細）                   |        | 野沢温泉村 |                                                  |

### スケート競技会・アイスホッケー競技会
第63回国民体育大会冬季大会スケート競技会・アイスホッケー競技会は、スケート競技が1月26日～1月30日に長野県軽井沢町で、アイスホッケー競技が1月28日～2月1日に長野県長野市で開催された。

### スキー競技会
第63回国民体育大会冬季大会スキー競技会は、2月19日～2月22日に長野県白馬村で開催された。

## 本大会

### 実施競技・会場一覧
※は、かつての夏季競技に相当する先行日程で実施。
- 陸上競技 - 大分市・大分スポーツ公園九州石油ドーム
- サッカー - 中津市、大分市、別府市・中津総合運動場（サッカー場）、三光総合運動公園多目的広場、禅海ふれあい広場（人工芝）、大分スポーツ公園九州石油ドーム・サッカー・ラグビー場A・B、別府市営野口原総合運動場陸上競技場、別府市営実相寺サッカー競技場
- テニス - 大分市・大分スポーツ公園テニスコート
- ボート - 熊本県菊池市・菊池市斑蛇口湖ボート場
- ホッケー - 九重町、玖珠町・九重町活きいきランド多目的グラウンド、メルヘンの森スポーツ公園ホッケー場
- ボクシング - 津久見市・大分県立津久見高等学校体育館
- バレーボール - 日田市、豊後高田市、別府市・日田市総合体育館、大分県立高田高等学校体育館、大分県立別府コンベンションセンター（ビーコンプラザ）、別府市総合体育館（べっぷアリーナ）
- 体操
  - 競技 - 別府市・別府市総合体育館（べっぷアリーナ）
  - 新体操 - 別府市・大分県立別府コンベンションセンター（ビーコンプラザ）
- バスケットボール - 大分市、宇佐市、中津市・新日鐵文化体育センター、コンパルホール、大分市立王子中学校体育館、大分県立大分舞鶴高等学校多目的競技場、大分県立大分鶴崎高等学校多目的競技場、かんぽの郷宇佐体育館、ダイハツ九州アリーナ（大貞総合運動公園内）
- レスリング - 佐伯市・佐伯市総合体育館
- セーリング - 別府市・別府北浜ヨットハーバー
- ウエイトリフティング - 国東市・アストくにさきアストホール・アグリホール
- ハンドボール - 大分市・大分県立総合体育館、コンパルホール、大分県立大分舞鶴高等学校多目的競技場、大分県立大分鶴崎高等学校多目的競技場、大分市立王子中学校体育館
- 自転車
  - トラック・レース - 別府市・別府競輪場
  - ロード・レース - 日田市・オートポリス特設ロード・レース・コース
- ソフトテニス - 大分市・大分スポーツ公園テニスコート
- 卓球 - 杵築市・ 杵築市文化体育館
- 軟式野球 - 佐伯市、臼杵市、津久見市・佐伯市総合運動公園佐伯球場、佐伯市弥生スポーツ公園野球場、臼杵市総合公園臼杵市民球場、臼杵市野津吉四六ランド運動広場野津吉四六ランド球場、津久見市総合運動公園市民野球場
- 相撲 - 宇佐市・宇佐市総合運動場相撲場
- 馬術 - 豊後大野市・豊後大野市三重総合グラウンド特設馬術場
- 柔道 - 大分市・大分県立総合体育館
- ソフトボール - 竹田市、豊後大野市・竹田市総合運動公園竹田市民球場・多目的広場、竹田市立荻小学校運動場、竹田市直入総合運動公園野球場、竹田市久住総合運動公園野球コート、竹田市飛田川野球場、豊後大野市大野総合運動公園多目的グラウンド・野球場
- バドミントン - 日田市・日田市総合体育館
- 弓道 - 佐伯市・佐伯市総合運動公園弓道場（近的）、佐伯市総合運動公園特設遠的弓道場（遠的）
- ライフル射撃 - 大分市、由布市・大分県警察学校射撃場、大分県立庄内屋内競技場、由布市立東庄内小学校体育館
- 剣道 - 豊後大野市・豊後大野市大原総合体育館
- ラグビーフットボール - 竹田市、由布市・竹田市総合運動公園陸上競技場、由布市湯布院スポーツセンター第2球技場
- 山岳 - 竹田市・大分県立竹田高等学校山岳競技場
- カヌー
  - フラットウォーターレーシング - 豊後高田市・豊後高田市真玉B&G海洋センターカヌー競技場
  - スラロームレーシング、ワイルドウォーターレーシング - 豊後大野市・豊後大野市リバーパーク犬飼特設カヌーコース
- アーチェリー - 由布市・大分県消防学校グラウンド特設アーチェリー場
- 空手道 - 中津市・ ダイハツ九州アリーナ（大貞総合運動公園内）
- 銃剣道 - 由布市・由布市立湯布院中学校体育館
- クレー射撃 - 熊本県上益城郡益城町・熊本県総合射撃場
- なぎなた - 日出町・大分県立日出暘谷高等学校体育館
- ボウリング - 大分市・OBSボウル
- 水泳※
  - 競泳、飛込、シンクロナイズドスイミング - 別府市・別府市営青山プール
  - 水球 - 大分市・大分県立大分商業高等学校水球プール
- フェンシング※ - 日田市・日田市総合体育館
- ゴルフ※ - 大分市、臼杵市、由布市・大分カントリークラブ月形コース、大分サニーヒルゴルフ倶楽部、臼杵カントリークラブ

### 公開競技
- 高等学校野球 - 大分市、宇佐市・大洲総合運動公園硬式野球場（新大分球場）、宇佐市平成の森公園野球場

## 総合成績
天皇杯
- 第1位：大分県
- 第2位：東京都
- 第3位：埼玉県

皇后杯
- 第1位：大分県
- 第2位：東京都
- 第3位：兵庫県

## 台風の影響
台風15号の影響による大雨のため、屋外で行われるソフトボール、高校野球（硬式野球、軟式野球）の開催に影響が出た。これは、主催者の協議により「大会の競技期間の短縮（例・4日間を3日間に短縮）は可能だが、期間延長（例・3日間を4日間に延長）は原則不可とする」という取り決めがあったためである。具体的には以下の措置が取られた。
- ソフトボール（成年男子、成年女子、少年男子、少年女子） - 1回戦のみ実施。準々決勝以降を打ち切り、ベスト8に進出したチーム全てを第1位とした。
- 高校野球（軟式） - 1回戦及び準々決勝のみ実施。準決勝、決勝を打ち切り、ベスト4に進出したチーム全てを第1位とした。
- 高校野球（硬式） - 準々決勝のうち1回戦を戦っていない4チームの出場した2試合は開催したが、1回戦勝ち抜けチーム同士による2試合と準決勝以後の試合は開催を打ち切り、優勝預かりとなった。

なお、高校野球については、公開競技であるため、天皇杯・皇后杯得点への影響は無かった。
台風ではないが、秋雨による影響で2年後のゆめ半島千葉国体でも、同じ競技で同様の影響が発生している。